# Kodaikanal
Kodaikanal (o Kodaikan) è una suddivisione dell'India, classificata come municipality, di 32.931 abitanti, situata nel distretto di Dindigul, nello stato federato del Tamil Nadu. In base al numero di abitanti la città rientra nella classe III (da 20.000 a 49.999 persone).

## Geografia fisica
La città è situata a 10° 13' 60 N e 77° 28' 60 E e ha un'altitudine di 1.966 m s.l.m..

## Società

### Evoluzione demografica
Al censimento del 2001 la popolazione di Kodaikanal assommava a 32.931 persone, delle quali 16.777 maschi e 16.154 femmine. I bambini di età inferiore o uguale ai sei anni assommavano a 3.595, dei quali 1.817 maschi e 1.778 femmine. Infine, coloro che erano in grado di saper almeno leggere e scrivere erano 25.628, dei quali 13.781 maschi e 11.847 femmine.